# Lastabwurf (Stromnetz)
Lastabwurf ist das Abschalten von Netzlast zur Laststeuerung im Stromnetz. Die Abschaltung wird, da sie im Allgemeinen nicht geplant ist, von automatischen Einrichtungen wie dem Netzschutz bei Erreichen bestimmter voreingestellter Messwerte ausgelöst und automatisch durchgeführt, indem Leistungsschalter in Umspannwerken geöffnet werden. Für die vom Lastabwurf betroffenen Teile des Netzes und die daran angeschlossenen Verbraucher führt diese Maßnahme zu einem Stromausfall.
In speziellen Fällen, beispielsweise bei der Resynchronisierung einzelner größerer Netzsegmente, kann ein Lastabwurf auch manuell von den Leitzentralen ausgelöst werden.
Ein Lastabwurf ist die letzte mögliche Maßnahme, um dem drohenden kompletten Zusammenbruch eines Verbundnetzes oder eines Teils davon zuvorzukommen, und dient dazu, verbleibende Netzsegmente zu stabilisieren. Die Regeln für einen Lastabwurf werden von den regionalen Netzbetreibern festgelegt. In Deutschland sind diese Regeln in den Netz- und Systemregeln der deutschen Übertragungsnetzbetreiber des Verbandes der Netzbetreiber (VDN) festgelegt.
Kriterien und Gründe für einen Lastabwurf sind:
- Unterfrequenz
- Unterspannung als Folge einer regionalen Überlastung des Energienetzes
- Thermische Überlastung von Betriebsmitteln wie Leitungen oder Transformatoren.

Während sich der Lastabwurf in einem Stromnetz zunächst direkt auf die Verbraucher in Form regionaler Stromausfälle auswirkt, kann es durch die fehlenden Verbraucher auch zu Rückwirkungen auf Erzeuger und zu einem kraftwerkseitigen Lastabwurf kommen.

## Vorkommen

### Industrieländer
In Industrieländern sind in der Regel Naturkatastrophen sowie Extremwetterlagen wie Hitze und Trockenheit für Engpässe in der Energieversorgung verantwortlich.
So kam es in Kalifornien im Jahr 2000 und im Januar, März und Mai 2001 zu gezielten Lastabwürfen, um eine Überlastung des Stromnetzes zu vermeiden.
Heftige Wintereinbrüche bzw. die mangelnde Vorbereitung darauf war 2021 Auslöser für mehrere Abschaltungen in Texas.
Nach dem Erdbeben in Japan 2011 und der Notabschaltung mehrerer Atomkraftwerke waren die Kraftwerkskapazitäten in Japan nicht mehr ausreichend, so dass über Monate regelmäßige geplante Lastabschaltungen vorgenommen werden mussten.

### Entwicklungsländer
In Entwicklungsländern kommen Lastabwürfe regelmäßig vor, da der Energiesektor oft unterentwickelt ist und die Kapazitäten nicht ausreichen, um die komplette Bevölkerung mit Strom zu versorgen.

### Schwellenland
Auch im relativ stark industrialisierten Südafrika kommt es seit Jahren zu täglichen Abschaltungen (Load sheddings), da das Stromnetz seit Jahrzehnten nur unzureichend gewartet worden ist und vor allem veraltete Kohlekraftwerke die Energieversorgung des Landes sichern. Aufgrund notwendiger Renovierungsarbeiten ist die Kapazität noch weiter gesunken.

## Lastabwurfkunden
Einige Großverbraucher, hauptsächlich Zementmühlen oder große Kühlhäuser, haben Verträge als Lastabwurfkunden. Sie erhalten vergünstigten Strom und müssen dafür auf Anforderung des Energieunternehmens automatisch und innerhalb definierter Zeiten abschalten, typischerweise im Sekundenbereich.

## Lastabwurf im intelligenten Stromnetz
Im elektronisch vernetzten (intelligenten) Stromnetz können alle Endverbraucher mit Lastabwurfsteuerung versehen werden. Lastmanager können Endgeräte gezielt kurzfristig abschalten, geeignet sind verbrauchsträge Geräte wie Boiler, Kühlschränke und Tiefkühlgeräte, wenn sie ansteuerbar ausgerüstet sind.